# Beaugas

Beaugas este o comună în departamentul Lot-et-Garonne din sud-vestul Franței. În 2009 avea o populație de 347 de locuitori.

## Evoluția populației
| An        | 1975 | 1982 | 1990 | 1999 | 2006 | 2009 |
| --------- | ---- | ---- | ---- | ---- | ---- | ---- |
| Populație | 316  | 347  | 340  | 349  | 346  | 347  |